# Argyle (jezioro)
Argyle – zbiornik retencyjny w Australii, położony na płaskowyżu Kimberley w północno-wschodniej części stanu Australia Zachodnia. Jest drugim pod względem wielkości sztucznym jeziorem w Australii (po jeziorze Gordon), zajmuje powierzchnię około 800 km2. Powstał w wyniku budowy tamy na rzece Ord w 1972 roku. Zbiornik ma pojemność 5 797 000 000 m³. Tama, zasilana przez rzekę Ord, ma wysokość 99 metrów i długość 341 metrów. Jezioro Argyle jest głównym zbiornikiem powstałym w ramach systemu nawadniania rzeki Ord – projektu robót publicznych zainicjowanego w 1945 roku, mającego na celu nawadnianie okolicznych równin. Projekt ten wzbudził kontrowersje i borykał się z problemami ekonomicznymi oraz ekologicznymi, choć niektóre tropikalne uprawy dobrze się przyjęły. Obszar wokół jeziora Argyle jest słabo zaludniony, mimo że po odkryciu złoża diamentów w 1979 roku nastąpił napływ pracowników w jego okolice. Jezioro jest jednak popularnym celem turystycznym, oferującym komercyjne rejsy łodziami oraz prywatne rejsy rekreacyjne i wędkowanie.